# Aulusjärvi
Aulusjärvi är en sjö i kommunen Jämsä i landskapet Mellersta Finland i Finland. Sjön ligger 123,8 meter över havet. Arean är 71 hektar och strandlinjen är 6,8 kilometer lång. Sjön  ingår i Kumo älvs huvudavrinningsområde.   Den ligger omkring 79 kilometer sydväst om Jyväskylä och omkring 160 kilometer norr om Helsingfors. 
I sjön finns ön Laivasaaret. Aulusjärvi ligger väster om Kuoksenjärvi. 